# Oud-Zuid
Amsterdam Oud-Zuid è un quartiere ed un ex borgo di Amsterdam. È stato costituito nel 1998 dalla fusione dei quartieri di Zuid e di De Pijp. Nel 2010 il quartiere è stato unito con Zuideramstel per formare il quartiere di Amsterdam-Zuid. Il 1º gennaio 2005, il quartiere aveva una popolazione di 83.696 abitanti. È tradizionalmente un quartiere ricco ed è probabilmente la zona più costosa di Amsterdam in cui vivere.
Il quartiere è stato costruito alla fine del XIX secolo.
Il 1º gennaio 2005 il quartiere è confluito nello stadsdeel di Amsterdam-Zuid.